# Hermila Guedes
Hermila Roberta Pires Guedes (Cabrobó, 27 de novembro de 1980) é uma atriz brasileira.
É uma das mais premiadas atrizes do cinema brasileiro.

## Biografia
Nascida em Cabrobó, Pernambuco, Hermila mudou-se com a irmã mais nova Hermana para Olinda aos 10 anos, depois que o pai, policial, foi assassinado. Depois, mudaram-se para Recife, aonde ia desde muito cedo para tratamento de sua vitiligo. Em Recife, cursou a faculdade de Turismo e, depois, de Letras, na UFPE.
Hermila foi casada com o ator Tatto Medini, com quem tem uma filha, Celina, nascida em 2008. Atualmente, é casada com o delegado Roberto Wanderley, com quem tem mais duas filhas, Stella e Helena.

## Carreira
Chegou a trabalhar em agência de viagens, até que apareceu um teste para o curta-metragem O Pedido, de Adelina Pontual. Hermila foi aprovada e, em 2000, aos 20 anos, recebeu por esse trabalho o prêmio de melhor atriz de curta-metragem no 4º Festival de Cinema de Recife e no 10º Cine Ceará.
No teatro, estreou com a peça A Duquesa dos Cajus, de Benjamim Santos, dirigida João Ferreira, em 1999. Depois vieram: Noite Feliz, em 2000; Paixão de Cristo, em 2001 (em cartaz até 2005); Meia Sola, em 2003; Angu de Sangue, 2004; e, no ano seguinte, Três Viúvas de Arthur.
Seu primeiro longa-metragem foi Cinema, Aspirinas e Urubus, de Marcelo Gomes. Em 2005, protagonizou o longa Céu de Suely, de Karim Aïnouz, que no ano seguinte lhe valeu os prêmios de melhor atriz nos festivais do Rio e Cine Goiânia, além do 28º Festival de Havana.
Em 2006, a TV Globo convidou Hermila para viver a cantora Elis Regina no especial Por Toda a Minha Vida, dirigida por Ricardo Waddington e João Jardim. Em 2008, estreou em telenovelas vivendo a personagem Divina, na segunda versão de Ciranda de Pedra. No ano seguinte, passou a integrar o elenco fixo da telessérie Força-Tarefa, que ficou no ar até 2011. Em 2011, entrou em cartaz com o filme Assalto ao Banco Central, de Marcos Paulo. Em agosto desse ano, a revista Status publicou ensaio sensual com a atriz. Em abril, 2017, rodou o longa Paraíso Perdido, filme da cineasta Monique Gardenberg. Em novembro, foi confirmada no elenco da série Assédio atuando ao lado de João Miguel.

## Filmografia

### Televisão
| Ano     | Título                    | Papel                       | Notas                    |
| ------- | ------------------------- | --------------------------- | ------------------------ |
| 2006    | Por Toda Minha Vida       | Elis Regina                 | Episódio: "Elis Regina"  |
| 2008    | Ciranda de Pedra          | Divina                      |                          |
| 2008    | Agora Curta               | Apresentadora               |                          |
| 2009–11 | Força-Tarefa              | Selma                       |                          |
| 2011    | Minha Vida é a Minha Cara | Apresentadora               |                          |
| 2012    | Amor Eterno Amor          | Marlene                     |                          |
| 2014    | Segunda Dama              | Zilda                       |                          |
| 2016    | Fim do Mundo              | Vitória                     |                          |
| 2017    | Cidade Proibida           | Celeste Passos              | Episódio: "Caso Celeste" |
| 2018    | Assédio                   | Maria José                  |                          |
| 2019    | Irmandade                 | Darlene                     |                          |
| 2019–21 | Segunda Chamada           | Profª. Sônia Faria Carrasco |                          |
| 2023    | Cangaço Novo              | Leinneane                   |                          |
| 2024    | Chabadabadá               | Joana                       |                          |

### Cinema
| Ano  | Título                     | Papel                  | Nota           |
| ---- | -------------------------- | ---------------------- | -------------- |
| 2000 | O Pedido                   | Afilhada               | Curta-metragem |
| 2004 | Copo de Leite              | Mulher                 | Curta-metragem |
| 2005 | Cinema, Aspirinas e Urubus | Jovelina               |                |
| 2005 | Entre Paredes              | Michele                | Curta-metragem |
| 2006 | Rifa-Me                    | Deise                  | Curta-metragem |
| 2006 | O Céu de Suely             | Hermila / Suely        |                |
| 2007 | Baixio das Bestas          | Dora                   |                |
| 2007 | Deserto Feliz              | Pâmela                 |                |
| 2008 | Carnaval Inesquecível      | Laura                  | Curta-metragem |
| 2011 | Ponto Final                | Eliza                  |                |
| 2011 | O Grande Kilapy            | Francisca              |                |
| 2011 | Assalto ao Banco Central   | Carla                  |                |
| 2012 | Boca                       | Alaíde                 |                |
| 2012 | Quinha                     | Rosa                   | Curta-metragem |
| 2012 | Era Uma Vez Eu, Verônica   | Verônica               |                |
| 2013 | Duas Luas                  | Mulher                 | Curta-metragem |
| 2013 | Jardim Atlântico           | Héres                  |                |
| 2014 | A Luneta do Tempo          | Maria Bonita           |                |
| 2015 | O Fim e os Meios           | Laura                  |                |
| 2018 | Nova Iorque                | Hermila                | Curta-metragem |
| 2018 | Paraíso Perdido            | Eva da Silv            |                |
| 2020 | Fim de Festa               | Cosma e Damiana        |                |
| 2023 | Dinho                      | Mãe de Dinho           | Curta-metragem |
| 2025 | Homem com H                | Beita de Souza Pereira | [ 20 ]         |
| 2025 | O Agente Secreto           | Cláudia                |                |
| 2025 | Precisamos Falar           | Anna                   |                |

## Teatro
| Ano  | Título                   |
| ---- | ------------------------ |
| 1999 | A Duquesa dos Cajus      |
| 2000 | Noite Feliz              |
| 2001 | Paixão de Cristo         |
| 2003 | Meia-Sola                |
| 2004 | Angu de Sangue           |
| 2005 | Três Viúvas de Artur     |
| 2011 | Essa Febre Que não Passa |

## Prêmios e indicações
| Ano  | Prêmio                                       | Categoria                                 | Nomeações                  | Resultado |
| ---- | -------------------------------------------- | ----------------------------------------- | -------------------------- | --------- |
| 2000 | Cine PE - Festival do Audiovisual            | Melhor Atriz de Curta-metragem            | O Pedido                   | Venceu    |
| 2000 | Cine Ceará                                   | Melhor Atriz de Curta-metragem            | O Pedido                   | Venceu    |
| 2006 | Prêmio Qualidade Brasil                      | Melhor Atriz Coadjuante                   | Cinema, Aspirinas e Urubus | Indicada  |
| 2006 | Festival de Havana                           | Melhor Atriz                              | O Céu de Suely             | Venceu    |
| 2006 | Mostra de Cinema de São Paulo                | Melhor Atriz                              | O Céu de Suely             | Venceu    |
| 2006 | Festival do Rio                              | Melhor Atriz                              | O Céu de Suely             | Venceu    |
| 2006 | Festival de Cinema Luso-Brasileiro           | Melhor Atriz                              | O Céu de Suely             | Venceu    |
| 2006 | Festival Internacional de Cine de Bratislava | Melhor Atriz                              | O Céu de Suely             | Venceu    |
| 2007 | Prêmio ACIE de Cinema                        | Melhor Atriz                              | O Céu de Suely             | Venceu    |
| 2007 | Troféu APCA                                  | Melhor Atriz                              | O Céu de Suely             | Venceu    |
| 2007 | Prêmio Contigo! de Cinema Nacional           | Melhor Atriz                              | O Céu de Suely             | Venceu    |
| 2007 | Festival Paris                               | Melhor Atriz                              | O Céu de Suely             | Venceu    |
| 2007 | Festival SESC                                | Melhor Atriz                              | O Céu de Suely             | Venceu    |
| 2007 | Prêmio Guarani de Cinema Brasileiro          | Melhor Atriz                              | O Céu de Suely             | Venceu    |
| 2007 | Prêmio Guarani de Cinema Brasileiro          | Melhor Revelação do Cinema                | O Céu de Suely             | Venceu    |
| 2008 | Grande Prêmio do Cinema Brasileiro           | Melhor Atriz                              | O Céu de Suely             | Venceu    |
| 2008 | Grande Prêmio do Cinema Brasileiro           | Melhor Atriz Coadjuvante                  | Baixio das Bestas          | Indicada  |
| 2008 | Prêmio Qualidade Brasil                      | Melhor Atriz Revelação                    | Ciranda de Pedra           | Indicada  |
| 2009 | Prêmio Qualidade Brasil                      | Melhor Atriz de Série ou Projeto Especial | Força-Tarefa               | Indicada  |
| 2012 | Prêmio Contigo! de Cinema Nacional           | Melhor Atriz Coadjuvante                  | Assalto ao Banco Central   | Indicada  |
| 2012 | Festival de Cinema do Recife                 | Melhor Atriz em Longa-metragem            | Boca                       | Venceu    |
| 2012 | Amazonas Film Festival                       | Melhor Atriz                              | Era Uma Vez Eu, Verônica   | Indicada  |
| 2013 | Troféu APCA                                  | Melhor Atriz                              | Era Uma Vez Eu, Verônica   | Venceu    |
| 2013 | Prêmio ACIE de Cinema                        | Melhor Atriz                              | Era Uma Vez Eu, Verônica   | Indicada  |
| 2013 | Grande Prêmio do Cinema Brasileiro           | Melhor Atriz                              | Era Uma Vez Eu, Verônica   | Indicado  |
| 2014 | Prêmio Guarani de Cinema Brasileiro          | Melhor Atriz                              | Era Uma Vez Eu, Verônica   | Indicado  |
| 2021 | Festival Sesc Melhores Filmes                | Melhor Atriz Nacional                     | Fim de Festa               | Indicado  |
| 2021 | Grande Prêmio do Cinema Brasileiro           | Melhor Atriz Coadjuvante                  | Fim de Festa               | Venceu    |
| 2021 | Prêmio Guarani de Cinema Brasileiro          | Melhor Atriz Coadjuvante                  | Fim de Festa               | Indicada  |
| 2021 | Prêmio Notícias da TV                        | Melhor Ator ou Atriz de Série             | Segunda Chamada            | Indicada  |
| 2022 | CCXP Awards                                  | Melhor Atriz Série (Brasil)               | Segunda Chamada            | Indicado  |
| 2023 | Festival Santa Cruz de Cinema                | Troféu Tuio Becker                        | Homenagem                  | Venceu    |